# Icelus bicornis
Icelus bicornis és una espècie de peix pertanyent a la família dels còtids.

## Descripció
- El mascle fa 15,7 cm de llargària màxima (normalment, en fa 7 i la femella 12).
- És groguenc amb taques marrons (més nombroses a la part posterior).[2][3][4]

## Reproducció
La femella pon entre 150-1.000 ous, els quals fan 3 mm de diàmetre.

## Alimentació
Menja poliquets, crustacis (Hyppolyte, Boreophausia) i Phascolosoma bentònics.

## Hàbitat
És un peix marí, demersal i de clima polar (84°N-51°N, 180°W-180°E) que viu entre 0-930 m de fondària.

## Distribució geogràfica
Es troba a Alaska, el Canadà, Groenlàndia, Islàndia, Noruega (incloent-hi Svalbard), Suècia, la Gran Bretanya i Rússia.

## Costums
És bentònic.

## Observacions
És inofensiu per als humans.